# Embalse Cauquenes (Argentina)
El embalse Cauquenes, también conocido como dique de Huaco o dique de Los Lisos, es una represa sobre el río Huaco, que tiene como afluente al río de las Carretas, ubicado en el centro del departamento Jáchal y en el centro norte de la Provincia de San Juan, Argentina, a 180 km de la ciudad San Juan y 21 km de San José de Jáchal.
Emplazado en la cabecera del cañón del río Huaco a 1.117 m s. n. m. Se ha creado como reservorio con un área de 3.34 km².
El agua del reservorio es utilizada para facilitar el regadío en el Valle de Jáchal
- Datos: Q3215403
- Multimedia: Cauquenes Dam / Q3215403